# Levermodel van Piacenza

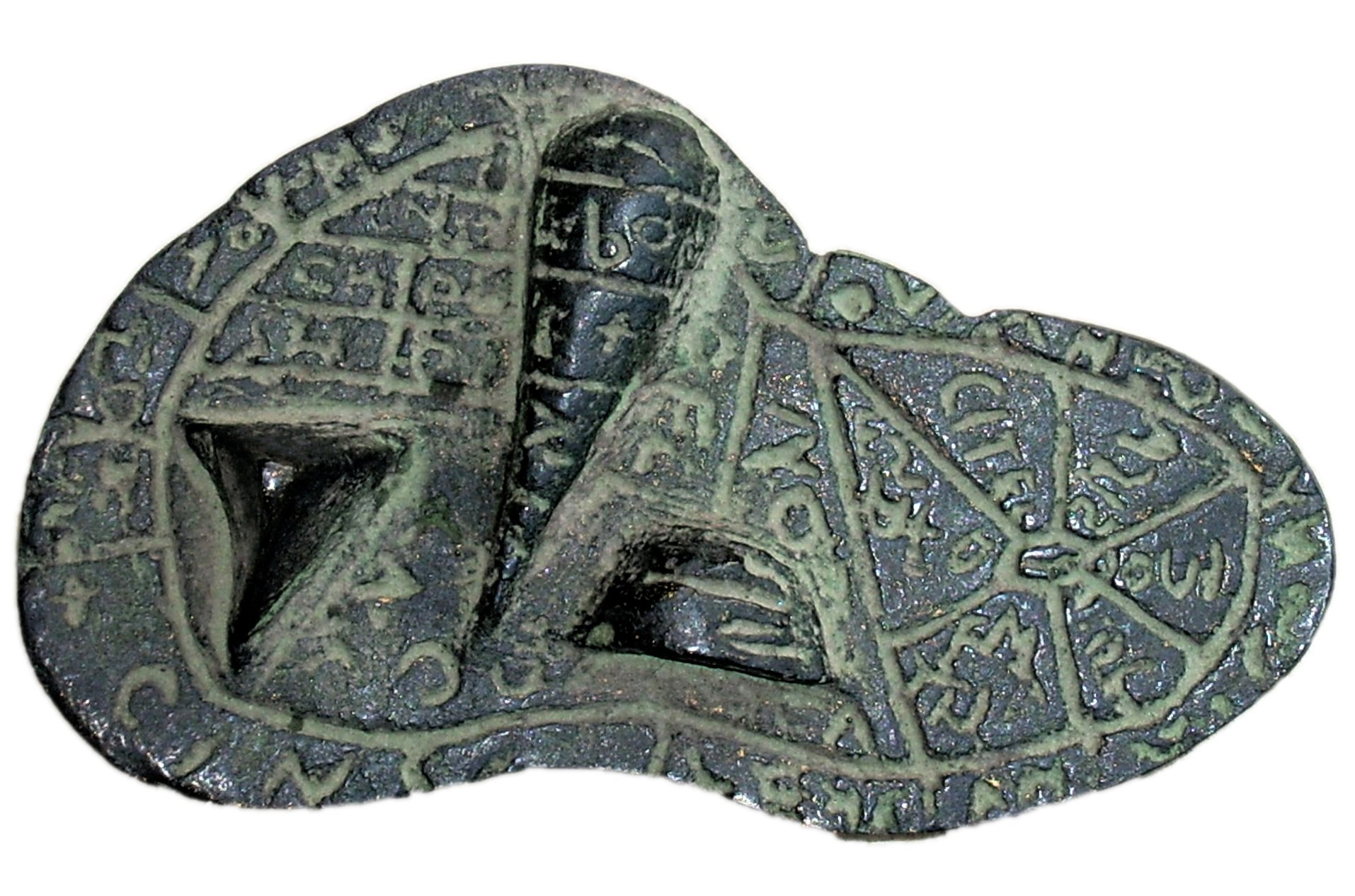
Levermodel van Piacenza, viscerale zijde. Replica.

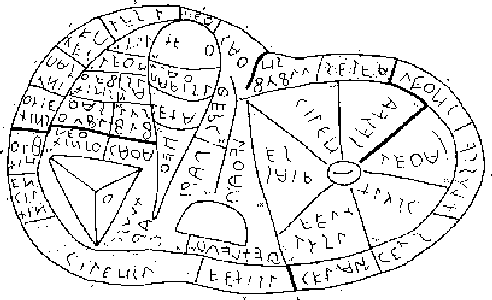
Tekening van de viscerale zijde.

De Lever van Piacenza (Italiaans: fegato di Piacenza), ook wel Iecur Placentinum genoemd, is een Etruskisch bronzen model van een lever (ca. 100 v.Chr.), dat waarschijnlijk is gebruikt om de techniek van het leverschouwen, een vorm van waarzeggerij, te leren. Het stuk maakt tegenwoordig deel uit van de collectie van het archeologisch museum te Piacenza, Italië.

## Achtergronden en beschrijving
Het artefact werd op 26 september 1877 nabij Gossolengo (in de provincie Piacenza, Noord-Italië) tijdens het ploegen gevonden. Het is een levensgroot, gestileerd model van een schapenlever van gegoten brons (afmetingen 126 x 76 x 60 millimeter), dat aan het einde van de 2e of aan het begin van de 1e eeuw v.Chr. werd gemaakt. De vlakke (viscerale) zijde is zeer gedetailleerd: herkenbaar zijn onder meer de galblaas en de processus caudatus. De viscerale zijde is ingedeeld in 40 vakjes waarin, in het Etruskisch, de namen van verschillende Etruskische goden zijn te lezen.

## Leverschouw bij de Etrusken
Religie in Etrurië had fatalistische kenmerken; men geloofde dat de goden veel invloed uitoefenden op de wereld van de mensen. De gunst van de goden was dus cruciaal wilde een bepaalde onderneming, zoals een militaire campagne, kans van slagen hebben. Om inzicht in de verborgen wil van de goden te krijgen hadden de Etrusken gaandeweg een arsenaal aan methoden ontwikkeld. Het nauwkeurig en op correcte wijze onderzoeken van de ingewanden van een offerdier (met name de lever van een schaap of rund) behoorde tot de belangrijkste van die methoden en gold als een Etruskische specialiteit. De ingewandenschouw maakte deel uit van de Disciplina Etrusca, de Etruskische religieuze leer. Niet iedereen kon zomaar voorspellingen doen; het schouwen van organen was voorbehouden aan een specialist, de zogeheten netśvis (Latijn: haruspex). Dit waren uitsluitend mannen uit voorname families die in deze gecompliceerde techniek en achterliggende 'filosofie' waren ingewijd. Wetenschappers gaan ervan uit dat de bronzen Lever van Piacenza als instructiemodel heeft gediend voor jonge leerling-haruspices.
Niet alleen de Etrusken gebruikten dierlijke levers om inzicht te krijgen in bovennatuurlijke zaken. In Anatolië en Mesopotamië (Akkad en Babylonië) bijvoorbeeld is een groot aantal aardewerken levermodellen opgegraven, en ook in de Griekse en Romeinse wereld werden levers van offerdieren 'geraadpleegd'. Sommige onderzoekers denken dan ook dat de Etrusken de techniek van het leverschouwen hebben overgenomen uit het Nabije Oosten. De manier waarop de Etrusken levers schouwden was echter totaal verschillend. De aan- of afwezigheid van de zogenaamde 'leverkop' (processus pyramidalis) bijvoorbeeld, waaraan Etruskische haruspices veel belang hechtten (afwezigheid was namelijk een zeer slecht voorteken), speelde in Mesopotamië geen rol van betekenis. Ook het feit dat een deel van de vakjes op de viscerale zijde van het Etruskische levermodel correspondeert met de 16 regionen waarin Etruskische priesters het hemelgewelf plachten in te delen - iedere god werd verondersteld op een specifieke plaats aan de hemel te zetelen - is een uniek Etruskisch verschijnsel. Hoe de haruspex precies aan de hand van een lever voorspellingen deed is nog niet geheel helder. Vermoedelijk lette hij op afwijkingen (vorm, kleuren, inkepingen), waarvan de soort en plaats op het orgaan informatie verschafte over de wil van een of meerdere godheden.